# Dato (Tracia)
Dato (del griego antiguo: Δάτος) es el nombre de una antigua ciudad griega de Tracia así como del distrito donde se ubicaba.
Heródoto la cita como el lugar donde murió el ateniense Sófanes, el año 465 a. C. luchando al frente de su ejército contra los edonos por unas minas de oro.
Según el Periplo de Pseudo-Escílax en esta ciudad vivió Calístrato.
Estrabón la sitúa —junto a las ciudades de Mircino, Argilo y Drabesco— en el golfo Estrimónico y destaca su territorio fértil, sus minas de oro y sus astilleros navales. De Dato dependía la ciudad de Neápolis y en su territorio vivían odomantos, edones y bisaltes.
El territorio de Dato fue conquistado por Filipo II de Macedonia que fundó la ciudad de Filipos y esta absorbió el territorio tanto de Dato como de otra ciudad llamada Crénides. 
Se ha sugerido que podría haberse ubicado en una colina llamada Vasilaki, cerca de la población de Amigdaleonas.